# Wapen van Namen (provincie)

Oude wapen van Namen, in 1820 toegekend door de Hoge Raad van Adel

Het wapen van Namen bestaat sinds de 13e eeuw en is gebaseerd op het wapen van Vlaanderen. De Belgische provincie Namen gebruikt het onafgebroken sinds 1815. Het is een keer gewijzigd, waarbij de leeuw op het wapen een kroon kreeg.

## Geschiedenis
Het wapen van Namen komt al eeuwen voor in de regio. Het eerste wapen dat officieel gebruikt werd, was echter een wapen met drie kepers. Dit was het persoonlijke tegenzegel van Boudewijn V van Henegouwen. Hij heeft Namen geërfd van zijn oom Hendrik I van Namen. Boudewijn was het eerste lid van het Huis Vlaanderen die als graaf van Namen over het gebied heerste. Boudewijn verenigde de twee gebieden. Boudewijn's zoon Filips de Nobele voerde als tegenzegel het wapen van Vlaanderen, gebroken met een schuinbalk. Na 1211 voerde hij ook het wapen met de kepers van zijn vader. Zijn zus Yolande en haar man Peter van Courtenay volgden Filips op. Alleen het wapen van Peter is bekend: een gouden schild met drie rode ballen. Walram III van Limburg maakte ook aanspraak op Namen, waardoor er een oorlog ontstond. Tijdens deze oorlog vertrokken Yolande en Peter naar Constantinopel waar hij de keizer op zou volgen. In de tussentijd kreeg hun zoon Filips II het graafschap Namen in eigendom. Na diens overlijden kregen zijn broer en zus het gebied in handen, echter in 1237 eiste hun broer (en Latijns keizer) Boudewijn het gebied op. Vermoedelijk voerde Boudewijn hetzelfde wapen als zijn broer. In 1247 verklaarde Rooms koning Willem II de leen vervallen en beleende het gebied aan Jan van Avesnes. Hij voerde een wapen dat als eerste voor Namen werd beschreven: een gouden schild met een zwarte leeuw en een rode schuinbalk. In 1261 kocht Gwijde van Dampierre Namen van Boudewijn van Courtenay, die twee jaar eerder nog in zijn rechten was hersteld door keizer Lodewijk XI. Van Dampierre voerde het wapen met schuinbalk en liet ook munten met de afbeelding er op slaan. Jan van Namen, Van Dampierre's oudste zoon uit zijn tweede huwelijk, erft het gebied van zijn vader. Hij voert het wapen met een rood gekroonde leeuw. Willem I breidt het wapen later uit met een helmteken in de vorm van een zilveren vlucht met zwarte pluimen en rode helmkleden met zilveren harten.
Nadat Namen in 1364 aan de leenheerschappij van Henegouwen werd onttrokken, werd het wapen ook gewijzigd. Het wapen werd wel nog op munten geplaatst. De schuinbalk werd van het wapen verwijderd en naast de leeuw werd vaak de Rijksadelaar geplaatst. 
Onder het Keizerrijk Frankrijk werd het oude wapen overgenomen en aan het hele departement Samber en Maas toegekend.
Het wapen werd in 1815 officieel aan de provincie toegekend door de Hoge Raad van Adel.

## Omschrijving
De officiële Franstalige blazoenering luidt als volgt:

D'or au lion de sable armé et lampassé de gueules, et couronné d'or, au baton de gueules brochant sur le tout: couronne comtale à treize perles dont trois relevées.
Van goud met een leeuw van sabel, genageld en getongd van keel, gekroond van goud, een schuinbalk van keel over alles: getopt met een gravenkroon van dertien parels, waarvan drie verheven.

Hierbij zijn de heraldische kleuren goud (geel), sabel (zwart) en keel (rood).
De schuinbalk of  bastaardbalk is in de heraldiek een teken van afscheiding of wijst op een bastaardkind van een wapenvoerende man.

## Overeenkomstige wapens
De volgende wapens hebben op historische gronden overeenkomsten met het wapen van de provincie Namen:

Het wapen van Vlaanderen
Het wapen van het graafschap Namen, zoals gevoerd door Willem I
Het wapen van de stad Namen